# 강원체육고등학교
강원체육고등학교(江原體育高等學校)는 대한민국 강원특별자치도 춘천시 송암동에 위치한 공립 고등학교이다.

## 학교 연혁
- 1991년 3월 18일 : 강원체육고등학교 6학급 설립인가
- 1992년 3월 2일 : 강원체육고등학교 개교
- 1995년 2월 14일 : 강원체육고등학교 제1회 졸업식(56명)
- 2012년 11월 21일 : 신축교사(송암동) 입주
- 2014년 3월 1일 : 신입생 모집 정원 조정(학년별 3학급 84명 편성)
- 2023년 12월 21일 : 제30회 졸업식 59명 졸업(총 2,003명)
- 2024년 3월 4일 : 신입생 입학(3학급 74명)
- 2024년 9월 1일 : 제15대 임경빈 교장 부임

## 설치 학과
- 체육과

## 참고 자료
- 강원체육고등학교 - 한국교육학술정보원 학교알리미